# José Díaz

José Díaz på ett östtyskt frimärke.

José Díaz Ramos, född 1896 i Sevilla, död 9 mars 1942 i Georgiska SSR, Sovjetunionen var en spansk politiker och generalsekreterare i Spaniens kommunistiska parti 1932-1942. Under hans tid som generalsekreterare pågick bland annat Spanska inbördeskriget.
Díaz var tillsammans med Dolores Ibárruri det spanska kommunistpartiets mest framträdande ledare under inbördeskriget och med stöd från Komintern kom han att få ett stort inflytande över Spanska republikens styre under krigsåren. Under början av 1939 diagnostiserades han med magcancer och reste till Sovjetunionen för att få vård. Han blev kvar i exil efter republikens nederlag i kriget. Han avled i Georgien den 9 mars 1942. Omständigheterna kring hans död har förblivit oklara, den officiella dödsorsaken rubricerades som självmord men det misstänks att han mördats på Stalins order. Han efterträddes som kommunistpartiets generalsekreterare av Dolores Ibárruri.